# Jakub z Lutychu
Jakub z Lutychu (latinsky Jacobus Leodiensis, francouzsky Jacques de Liège) byl frankovlámský hudební skladatel a teoretik, který žil na přelomu 13. a 14. století ve Francii a v dnešní Belgii.

## Biografie
Informace o životě Jakuba z Lutychu prakticky neexistují. Je pravděpodobným autorem hudebně-teoretického traktátu Speculum musicae (Hudební zrcadlo) z druhé poloviny 14. století.
Jde o nejvýznamnější středověké pojednání o hudbě, které se dochovalo do dnešních dní. Dříve byl spis přisuzován Johannesovi de Muris, avšak zdá se, že autorem byla osoba jménem Jacobus, který se pravděpodobně narodil v lutyšské diecézi a ke konci 13. století odešel studovat do Paříže. Poté se vrátil do Lutychu, aby zde dokončil poslední dva svazky tohoto sedmidílného spisu, Speculum musicae.